# Avenches (district)
Het district Avenches (Duits: Bezirk Avenches, Frans: District d'Avenches) was een bestuurlijke eenheid van het kanton Vaud. De hoofdplaats was Avenches. In 2008 ging het district op in het nieuwe district Broye-Vully.
Het district was in de cirkels (Duits: Kreise, Frans: Cercle) Avenches en Cudrefin opgesplitst. 
Het district vormde een enclave in het kanton Fribourg. Het bestond uit 12 gemeenten, had een oppervlakte van 59,91 km² en had 6454 inwoners (eind 2003).
| Avenches | 2753 | 17,54 |
| Faoug    | 636  | 3,47  |
| Oleyres  | 228  | 1,92  |

| Bellerive        | 585  | 2,25  |
| Chabrey          | 221  | 3,95  |
| Constantine      | 274  | 2,83  |
| Cudrefin         | 1033 | 15,83 |
| Montmagny        | 166  | 3,77  |
| Mur              | 188  | 1,78  |
| Vallamand        | 382  | 2,36  |
| Villars-le-Grand | 298  | 4,21  |

Aigle · Broye-Vully · Gros-de-Vaud · Jura-Nord vaudois · Lausanne · Lavaux-Oron · Morges · Nyon · Ouest lausannois · Riviera-Pays-d'Enhaut

Voormalige districten: Aubonne · Avenches · Cossonay · Echallens · Grandson · La Vallée · Lavaux · Moudon · Orbe · Oron · Payerne · Pays-d'Enhaut · Rolle · Vevey · Yverdon